# Banco de Majuán
El banco de Majuán o de Espartel es una isla sumergida del Atlántico cercana al estrecho de Gibraltar frente al cabo Espartel y sobre el umbral de Camarinal, cuya máxima altitud se ubica a 56 metros bajo el nivel del mar. Fue una isla que desapareció bajo la superficie de las aguas hace unos 12 000 años, al terminar la última glaciación y subir el nivel de los océanos.

## Hipótesis sobre su formación
El umbral de Espartel separa las cuencas mediterránea y atlántica. Alcanzó su actual configuración durante la inundación zancliense del Mediterráneo, que puso fin a la desecación del Mediterráneo al final de la crisis salina del Messiniense. La fuerza de las aguas condujo a la erosión del fondo marino.

## Atlántida
En diversas ocasiones se ha especulado que la mítica Atlántida fue justamente Espartel. En septiembre del 2001 el geólogo francés Jacques Collina-Girard expuso esta teoría. La teoría de Collina-Girard argumenta que el fin de la última glaciación hizo que el mar subiera 135 m hasta la cota actual, invadiendo el estrecho de Gibraltar y creando un mar pequeño y semicerrado de unos 70 × 20 km entre el mar Mediterráneo y el océano Atlántico. El banco de Espartel formó un archipiélago en este pequeño mar, cuya isla principal hubiese medido unos diez o doce kilómetros a lo largo de su mayor eje. Con la subida del nivel del mar la isla empezó a hundirse lentamente, pero alrededor del 9400 a. C. la subida de las aguas se aceleró, ascendiendo cuatro metros por siglo. Durante este tiempo se registró un terremoto de magnitud 9 (argumento defendido por el geógrafo marino Marc-André Gutscher) en la zona, lo cual contribuyó a que la isla desapareciera definitivamente bajo el mar, generando maremotos. Collina propuso que el recuerdo de la desaparición de la isla se mantuvo en el Antiguo Egipto durante 5000 años, antes siquiera de la invención de la escritura, hasta que finalmente fue grabado por los primeros escribas en torno al tercer o cuarto milenio a. C. Más tarde Platón habría conocido la historia, y se habría inspirado en ella para crear el mito que ha llegado a nosotros como la Atlántida.